# Loi relative au développement et à la promotion du commerce et de l'artisanat
Cet article court présente un sujet plus développé dans : Secteur de la grande distribution en France.
La loi n° 96-603 du 5 juillet 1996 relative au développement et à la promotion du commerce et de l'artisanat, dite loi Raffarin est une loi française du 5 juillet 1996 qui renforce la loi Royer en abaissant à 300 m² le seuil de la surface au-delà duquel une autorisation administrative d’implantation de surfaces commerciales est nécessaire.